# Postkolonialismus
Postkolonialismus je pojem, který obecně označuje historické období, které následovalo po získání nezávislosti bývalých kolonií. Zároveň se jedná o pojem, jenž se snaží komplexně charakterizovat a popsat společenské, hospodářské a kulturní situace, které v kolonii a v metropoli vznikly po dosažení politické nezávislosti. Specificky se potom postkolonialismus váže k souboru postmoderních teorií, který spojuje literaturu, politologii, filosofii, filmovou vědu a další, a snaží se studovat komplexitu a různorodost kulturních dědictví kolonialismu.

## Postkolonialismus jako historické období
Přestože k první vlně osvobození od koloniální závislosti došlo na konci 18. století v Severní Americe (v USA) a následně během první poloviny 19. století v Latinské Americe (viz dekolonizace), objevuje se pojem postkolonialismus v moderním slovníku v souvislosti s dekolonizací po druhé světové válce. Objevuje se také pocit postkřesťanství.[zdroj?] Někteří kritici pojem postkolonialismus odmítají a popisují situaci bývalých kolonií spíše jako neokolonialismus, který pomocí dělby práce v současném světě reprodukuje rozdělení moci a nerovností kolonialismu.

## Postkolonialismus jako kritický přístup společenských věd
Vedle užití pojmu postkolonialismus jako označení časového období po získání nezávislosti se pojem postkolonialismus, postkoloniální teorie, postkoloniální studie nebo postkoloniální diskurz objevují jako názvy pro interdisciplinární a kritickou analýzu kulturního dědictví kolonialismu jak v bývalých koloniích, tak i v bývalých metropolích.
Postkoloniální teoretici dávají prostor názorům kolonizovaného obyvatelstva, jejichž původní kultura byla často potlačována západním hodnotovým systémem. Ten byl určen jako primární ideologie pro kolonizovanou společnost. Kulturní útlak byl pak obhajován jako metoda k civilizování původního obyvatelstva kolonií. Tento názor hájil např. francouzský filozof Joseph-Ernest Renan v knize Intelektuální a morální obnova Francie (1871) nebo německý filozof G. F. W. Hegel ve své eseji Africký charakter (1830) a postkoloniální teoretici jej odsuzují.
Postkolonialismus spojuje metody a pohledy různých společenských věd, nejznámější například literární vědy, kde je za zakladatele postkoloniálního přístupu považován Edward Said s jeho Orientalismem (1978). Literatura při definování a ustalování postkoloniální identity odhaluje, vysvětluje a analyzuje zkušenosti jednotlivců i celé společnosti s kolonizačním útiskem a snášením vnucené identity „kolonizovaného subjektu“. Skrze svou postkoloniální literaturu bývalé kolonizované národy reagují na „humánnost“, jak ji vnímali kolonizátoři. O africký příklad se postaral spisovatel Chinua Achebe románem Things Fall Apart (1958). Ten popisuje nigerijské zkušenosti s podřízeností britskému impériu a kritizuje kulturní nadvládu kolonizátorů. Díky takovýmto reakcím na kolonizaci a dobyvatelství si původní obyvatelé kolonií vytvářejí vlastní historii za účelem vytvoření a přijetí národní identity po dekolonizaci. Obecně jsou za zakladatele postkoloniálních studií označováni autoři jako byli Frantz Fanon, Albert Memmi, Aimé Césaire nebo Kwame Nkrumah.
K hlavním tématům postkolonialismu patří problematika kulturní a národní identity v bývalých koloniích ve vztahu k mocenským praxím kolonialismu a imperialismu, které se v postkoloniálním prostředí často dále prosazují a reprodukují. Dnes jde o relativně široce zaměřený úhel pohledu na kolonialismus a období po dosažení nezávislosti. V rámci postkoloniálního přístupu se jedná například o tato témata:
- vztahy (ex)kolonizovaného ke (ex)kolonizátorovi,
- politické a sociální dopady rasismu na společenskou strukturu postkoloniální společnosti,
- otázky spojené s postavením žen,
- gender,
- vztah k druhému a problematika marginalizace jinakosti,
- migrace a kulturní hybridita (ve smyslu míšení domorodé kultury s kolonizátorovou),
- otázka národní identity specificky ve spojení s jazykovou, literární a kulturní hegemonií imperiálních kultur,
- eurocentrismus ve společenských vědách a jejich dekolonizace,

a další.
Postkoloniální přístup je v podstatě snahou uznat relevanci a význam koloniální zkušenosti z pozice kolonizovaného a nikoliv jen kolonizátora. Postkoloniální studia tak obracejí perspektivu pohledu na kolonialismus i jeho důsledky a snaží se postavit do centra zájmu vyprávění (ve smyslu narace) a interpretace kolonizovaného. Perspektiva kolonizovaného byla v rámci postkoloniálních studií dále rozvinuta například v rámci historiografické školy tzv. subalterních studií, která vznikla a působí v Indii. Zájem o podřízeného (nebo kolonizovaného) se dále váže k uznání rovného a srovnatelného významu jeho zkušenosti vedle zkušenosti kolonizátora. To znamená, že žádná zkušenost, narace nebo interpretace není chápána jako univerzálně platná nebo pravdivá, nýbrž naopak uznání jejich plurality.

## Postkolonialismus a postkomunismus
Po roce 1989 se v odborné literatuře začalo diskutovat zda je možné interpretovat postkomunismus v bývalém Východním bloku (nebo v případě bývalého Sovětského svazu v postsovětském prostoru) podobně jako postkolonialismus. Hledání paralel ale samozřejmě narazilo na značné odlišnosti především ve vztahu k sovětským satelitům ve střední a východní Evropě. V případě postsovětského prostoru se pojem postkolonialismus objevuje daleko častěji a s menšími rozpaky.